# 山神神社 (新上五島町続浜ノ浦郷)
山神神社（やまがみじんじゃ）は、長崎県新上五島町続浜ノ浦郷（つづきはまのうら）のうち続地区に鎮座する神社である。

## 祭神
大山祇命を主祭神に、仁徳天皇を配祀する。
配祀神の仁徳天皇は郷内・若宮神社の祭神であるが、どのような理由で当社に合祀されたか明らかではない。

## 歴史

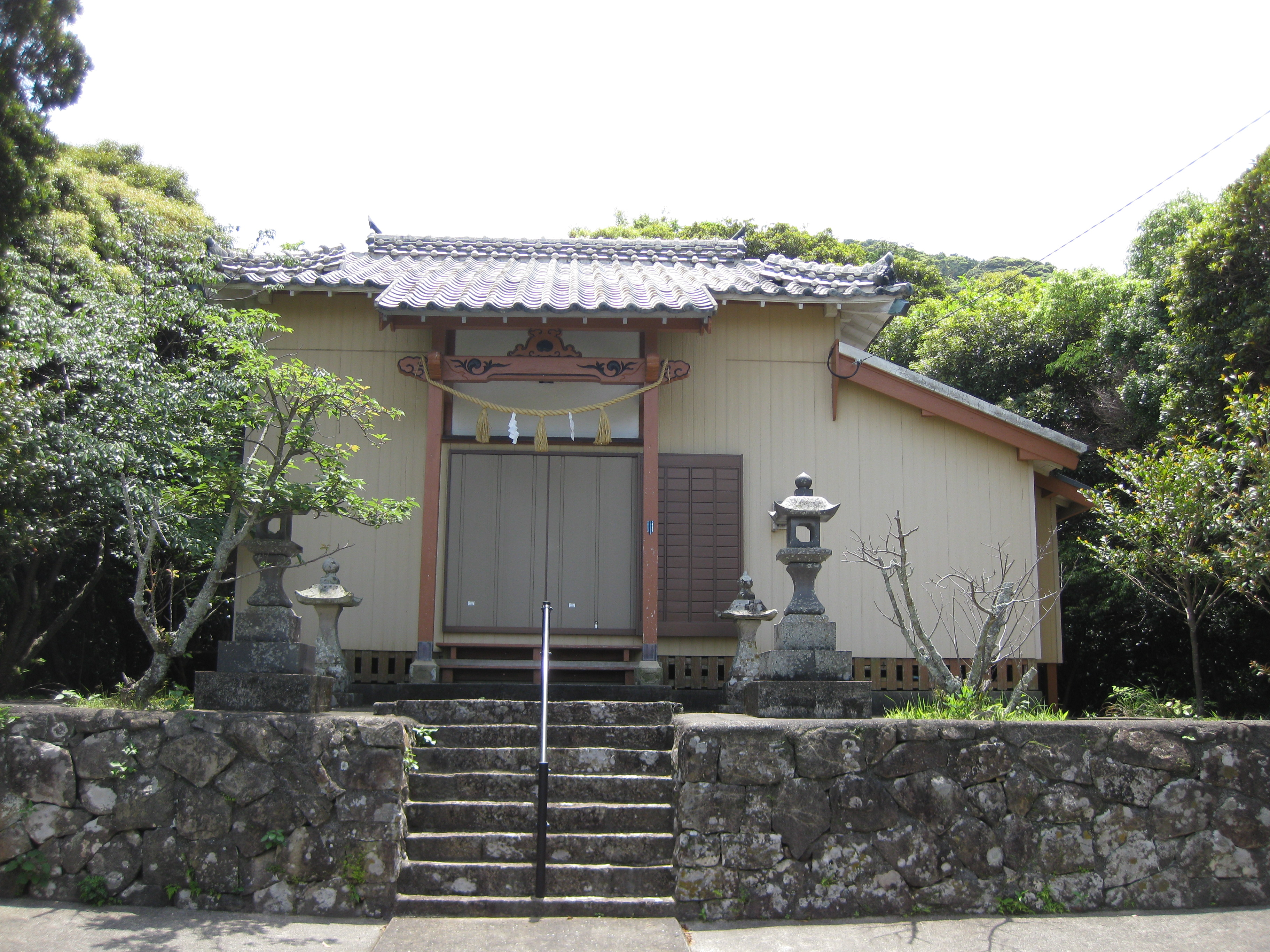
社殿

創建年代は不詳。往古、祭神・大山祇命を飯ノ瀬戸地区・三本松地区・折島の3ヶ所に勧請したが、郷内・続地区神山鎮座の当社に合祀した。
明治30年（1897年）、現在の宮地付近に奉遷したが、神威を汚すおそれありとして、大正5年（1916年）5月23日に郷内・天満神社に合祀。しかし、祭典その他に不便が生じ、後年現在の宮地に復祀される。
また、当社横には五島列島で1ヶ所のみ現存する平戸藩・続代官屋敷跡がある。

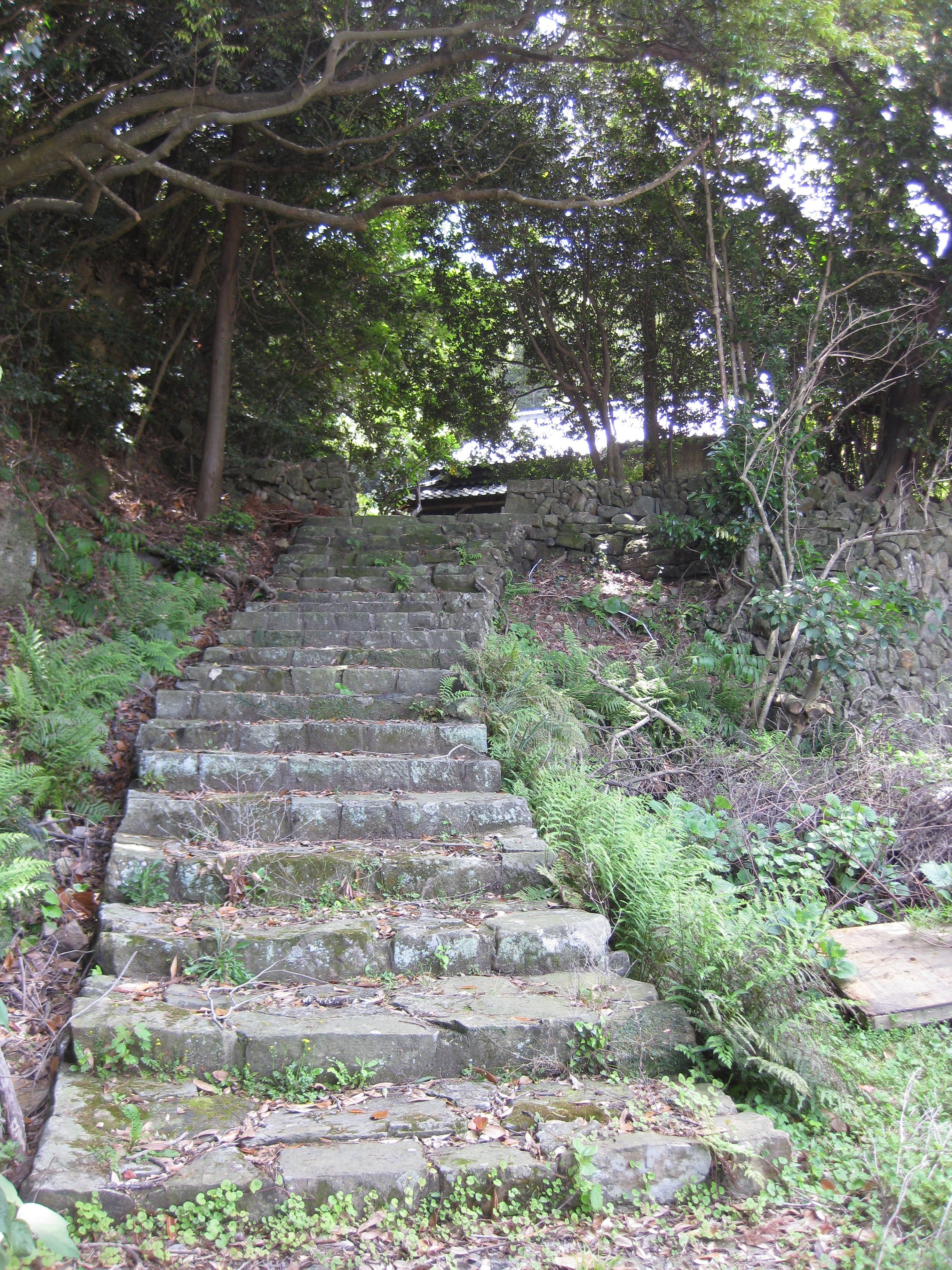
続代官屋敷址

## 祭祀
主な祭礼・神事
- 例大祭（4月23日、11月23日）

## その他の神社
その他の続浜ノ浦郷の神社に天満神社がある。

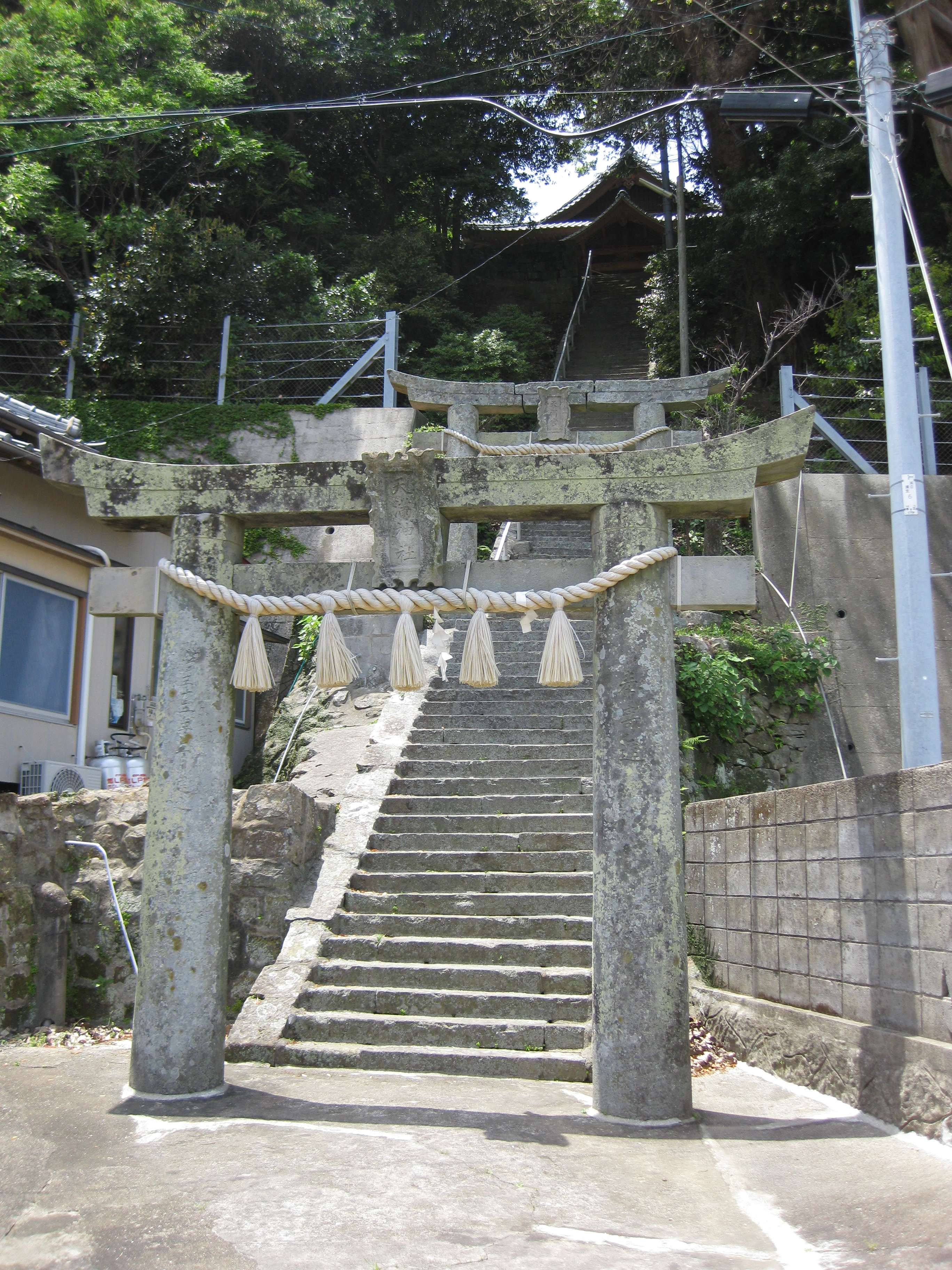
天満神社